# 灰胸丛鸦
灰胸丛鸦（学名：Aphelocoma ultramarina），是鸦科丛鸦属的一种，分布于墨西哥和美国。全球活动范围约为572,000平方千米。该物种的保护状况被评为无危。
灰胸丛鸦的平均体重约为128.3克。栖息地包括亚热带或热带的湿润低地林和亚热带或热带的湿润山地林。